# جیمنوپیلوس ویریدنس
جیمنوپیلوس ویریدنس (نام علمی: Gymnopilus viridans) نام یک گونه از تیره گردسران است.